# Chołmogory
Chołmogory (ros. Холмого́ры) – miejscowość w północnej Rosji administracyjne centrum Rejonu Chołmogorskiego w obwodzie archangielskim. Jest położona na lewym brzegu rzeki Dwiny, 75 km na południowy wschód od Archangielska i 90 km na północ od monasteru Antoniewo-Sijskiego. Nazwa pochodzi od fińskiego Kalmomäki co oznacza „wzgórze cmentarne”.
Z prawnego punktu widzenia Chołmogory stanowią wieś, mimo znacznej liczby ludności (4592 osób w roku 2002).
Obszar ten był pierwotnie zamieszkiwany przez ludy fińskie zwane Jemami (Jäämit) i karelskie. Pierwszymi Słowianami, jacy pojawili się w Kalmomäki byli Pomorcy z Wołogdy po roku 1220. Na początku XIV wieku osada (której nazwę wymawiano wówczas Kołmogory) była ważną faktorią handlową dla kupców z Nowogrodu Wielkiego na dalekiej północy. Jej znaczenie gwałtownie wzrosło po roku 1554, gdy Kompania Moskiewska z Londynu utworzyło tu swój punkt handlu skórami przed przeniesieniem do nowo powstałego Archangielska. Szwedzi oblegali rzekomo drewniany fort w dobie Wielkiej Smuty w roku 1613, ale musieli odstąpić. Ta opowieść, stworzona w czasach radzieckich, jest przypuszczalnie nieprawdziwa. W źródłach szwedzkich nie ma najmniejszej wzmianki o takiej kampanii wojsk szwedzkich. W XVII i XVIII wieku osada była też miejscem zsyłki, szczególnie znanym jako miejsce odosobnienia byłej regentki Anny Leopoldowny, jej męża Antoniego Ulricha, księcia Brunszwiku-Wolfenbüttel i ich dzieci.
W roku 1682 konsekrowano tu największy w regionie prawosławny sobór; został on zamknięty w 1920 i od tego czasu stopniowo popadał w ruinę.
W roku 1918 władza sowiecka utworzyła w Chołmogorach obóz, który istniał do roku 1922. Obóz na terenie byłego klasztoru był miejscem kaźni dla „białych” oficerów i żołnierzy, dla marynarzy z Kronsztadu i dla tysięcy osób cywilnych. Ocenia się, że liczba rozstrzelanych wynosiła ponad 10 tysięcy. Liczba wszystkich ofiar nie jest znana.
Jedna z pobliskich wiosek – Łomonosowo (dawn. Denisówka) jest miejscem urodzenia wielkiego rosyjskiego naukowca Michaiła Łomonosowa. Miejscowi rzemieślnicy – jak np. Fiedot Szubin najpopularniejszy rosyjski rzeźbiarz XVIII wieku – dochodzili do znaczenia i sławy.